# 포곡고등학교
포곡고등학교(浦谷高等學校)는 대한민국 경기도 용인시 처인구 포곡읍 둔전리에 있는 공립 고등학교이다.

## 학교 연혁
- 2009년 1월 15일 : 포곡고등학교 설립 인가(36학급)
- 2009년 3월 1일 : 초대 안상경 교장 취임
- 2009년 3월 4일 : 제1회 입학식(8학급 272명 입학)
- 2011년 3월 2일 : 경기도교육청 지정 혁신학교 운영 (제1년차)
- 2012년 2월 9일 : 제1회 졸업식(7학급 233명 졸업)
- 2019년 3월 2일 : 제11회 입학식(10학급 283명 입학)
- 2019년 9월 1일 : 제6대 임우현 교장 취임
- 2021년 3월 1일 : 경기도교육청 지정 혁신학교 운영(제11년차)
- 2021년 3월 1일 : 학교와 마을이 제안하는 혁신학교 지정(제1년차)
- 2024년 1월 5일 : 제13회 졸업식(10학급 273명 졸업, 누계 3,975명)
- 2024년 3월 4일 : 제16회 입학식(11학급 343명 입학)
- 2024년 9월 1일 : 제7대 김현석  교장 취임

## 참고 자료
- 포곡고등학교 - 한국교육학술정보원 학교알리미